# La Fantascienza
La Fantascienza, è stata una collana editoriale di fantasy e fantascienza pubblicata da Longanesi fra 1977 e 1978, per un totale di 4 uscite.
Fu di fatto la controparte "di lusso" della linea di tascabili Fantapocket: entrambe le selezioni proponevano in brossura romanzi e antologie di genere fantastico, ma La Fantascienza presentava un formato più cospicuo di 214 x 138 mm, un lunghezza media di 250 pagine circa ed era impreziosita da sovracopertine. 
La collana pubblicò a cadenza fortemente irregolare e venne chiusa un anno prima di Fantapocket; in essa apparve il primo romanzo fantastico italiano pubblicato da Longanesi negli anni Settanta, opera di Gianni Montanari (già curatore di Fantapocket).

## Elenco delle uscite
| Numero | Autore                       | Titolo                   | Note                                                                | Anno         |
| ------ | ---------------------------- | ------------------------ | ------------------------------------------------------------------- | ------------ |
| 1      | Thomas N. Scortia (curatore) | Strani compagni di letto | Antologia di diciannove racconti composti da altrettanti scrittori. | Maggio 1977  |
| 2      | Poul Anderson                | Tempesta di mezza estate |                                                                     | Luglio 1977  |
| 3      | Anne McCaffrey               | Salvezza a Duna          | Primo romanzo della trilogia di Duna.                               | Ottobre 1977 |
| 4      | Gianni Montanari             | Daimon                   |                                                                     | Gennaio 1978 |